# Храм Светог Јована Крститеља у Кончареву
Храм Светог Јована Крститеља је српска православна црква која се налази у насељу Кончарево у Јагодина. Његова изградња је почела 2007. године, а завршена је 2016. Припада шумадијској епархији, а изграђен је у српско-византијском стилу.

## Опште информације
Благослов за изградњу храма дао је епископ шумадијски Јован, којег је сачекао велики број мештана Кончарева, 16. марта 2007. године, а који је 30. јуна 2007. освештао камен темељац. Заједно са свештенством из Јагодине, епископ шумадијски Јован је 16. октобра 2014. године освештао шест крстова на храму. 
Заједно са породицом и АТП Палма, српски предузетник и политичар Драган Марковић Палма саградио је овај храм. Име је добио по сеоској слави Свети Јован, а уједно је то била и крсна слава ктитора.
Изграђен је у српско-византијском стилу, са звоником и шест крстова, димензија је 22 х 13 м, а у њу може стати 350 људи. Изградња храма трајала је од 2. јула 2007. до 2016. године. Крстови су израђени у ливници „Јеремић” у Београду, а тешки од 50 до 150 килограма.
Храм је дат на богосложење и освештан 11. јуна 2016. године од стране патријарха српског Иринеја и владике шумадијског Јована.